# لورانس ويتمر
لورانس ويتمر (بالإنجليزية: Lawrence Witmer)‏ هو إحاثي أمريكي، ولد في 10 أكتوبر 1959.